# منطقة أم القيوين للتجارة الحرة
منطقة أم القيوين للتجارة الحرة (UAQ FTZ) التي تم إنشاؤها في عام 1987 والمعروفة سابقًا باسم ميناء أحمد بن راشد هي ميناء حر في إمارة أم القيوين، الإمارات العربية المتحدة. تعمل المنطقة الحرة تحت رعاية عضو المجلس الأعلى حاكم أم القيوين  الشيخ سعود بن راشد المعلا وولي عهد أم القيوين الشيخ راشد بن سعود بن راشد المعلا. سجلت منطقة التجارة الحرة بأم القيوين أكثر من 1500 مستثمر في يوليو 2020.
تقع المنطقة الحرة في ام القيوين بالقرب من الموانئ البحرية الرئيسية في دولة الإمارات، ويمكن الوصول إليها بسهولة من مطار دبي الدولي ومطار الشارقة الدولي، مما يسهل الوصول إلى باقي أنحاء العالم.

## الميزات التي تقدمها المنطقة الحرة ام القيوين
تقدم المنطقة الحرة في ام القيوين عدة ميزات للمستثمرين من أهمها:
- توفر ملكية أجنبية بنسبة 100%،
- عدم فرض أي ضريبة دخل على الفرد أو الشركات
- توفير مجموعة متنوعة من الأنشطة التجارية المسموح بها
- عدم فرض قيود على تحويل رأس المال ولا على العملة
- إعفاء الصادرات والواردات من الضرائب داخل المنطقة الحرة
- الموقع الاستراتيجي
- قوانين وأنظمة حديثة للمستثمرين
- سهولة التسجيل  للمستثمرين الجدد
- توفر المكاتب والمستودعات والأراضي

## قطاعات الاستثمار
تخدم المنطقة الحرة مجموعة متنوعة من الصناعات، بما في ذلك:
- الأغذية والمشروبات
- مواد البناء والتشييد
- المنسوجات
- الصناعة الطبية
- المواد الكيميائية
- السيارات
- المنتجات المتعلقة بالنفط
- التكنولوجيا
- الكهرباء
- الالكترونيات